# صموئيل أرمسترونغ
صموئيل أرمسترونغ هو سياسي كندي، ولد في 24 فبراير 1844 في جمهورية أيرلندا، وتوفي في 3 أبريل 1921 في كندا. حزبياً، نشط في الحزب الليبرالي في أونتاريو ‏. وقد انتخب عضو برلمان مقاطعة أونتاريو.